# Mechtelt van Lichtenberg
Mechtelt van Lichtenberg toe Boecop (Utrecht, Países Bajos; c. 1520-1598), también conocida como Mechtelt toe Boecop, fue una pintora neerlandesa del siglo XVI y una de las pocas pintoras neerlandesas del norte de Países Bajos de ese período cuyo nombre se conoce.

## Familia
Mechtelt (a veces escrito Mechteld) nació en una familia adinerada de Utrecht. Era hija de Gerrit Lichtenberg, miembro del gremio de guarnicioneros y concejal de la ciudad, y de Cornelia de Vooght van Rijnevelt. En algún momento entre 1546 y 1549 se casó con Egbert Boecop, un maestro de iglesia en Kampen. Tuvieron un hijo y cinco hijas, y dos de sus hijas —Margaretha toe Boecop y Cornelia toe Boecop — también llegaron a ser artistas reconocidas.

## Carrera
No está claro cómo van Lichtenberg aprendió a pintar, aunque es posible que fuera aprendiz de Jan van Scorel. Su obra muestra tanto su influencia como la de su alumno Maarten van Heemskerck.
Su obra más antigua conocida es un óleo sobre tabla titulado La Piedad con María Magdalena de 1546, que se encuentra en la colección del Centraal Museum de Utrecht. En el Museo Stedelijk de Kampen se conservan otras obras suyas, entre ellas la Adoración del pastor (1572) y un gran cuadro de La Última Cena en dos paneles (1574). Esta obra presenta a algunos miembros de su familia como apóstoles. Se sabe que sobrevivieron pocas piezas más.
Firmó sus primeros trabajos como "Mechtelt van Lichtenberg" y sus trabajos posteriores "Mechtelt van Lichtenberg toe Boecop".